# Bãi biển Cà Ná

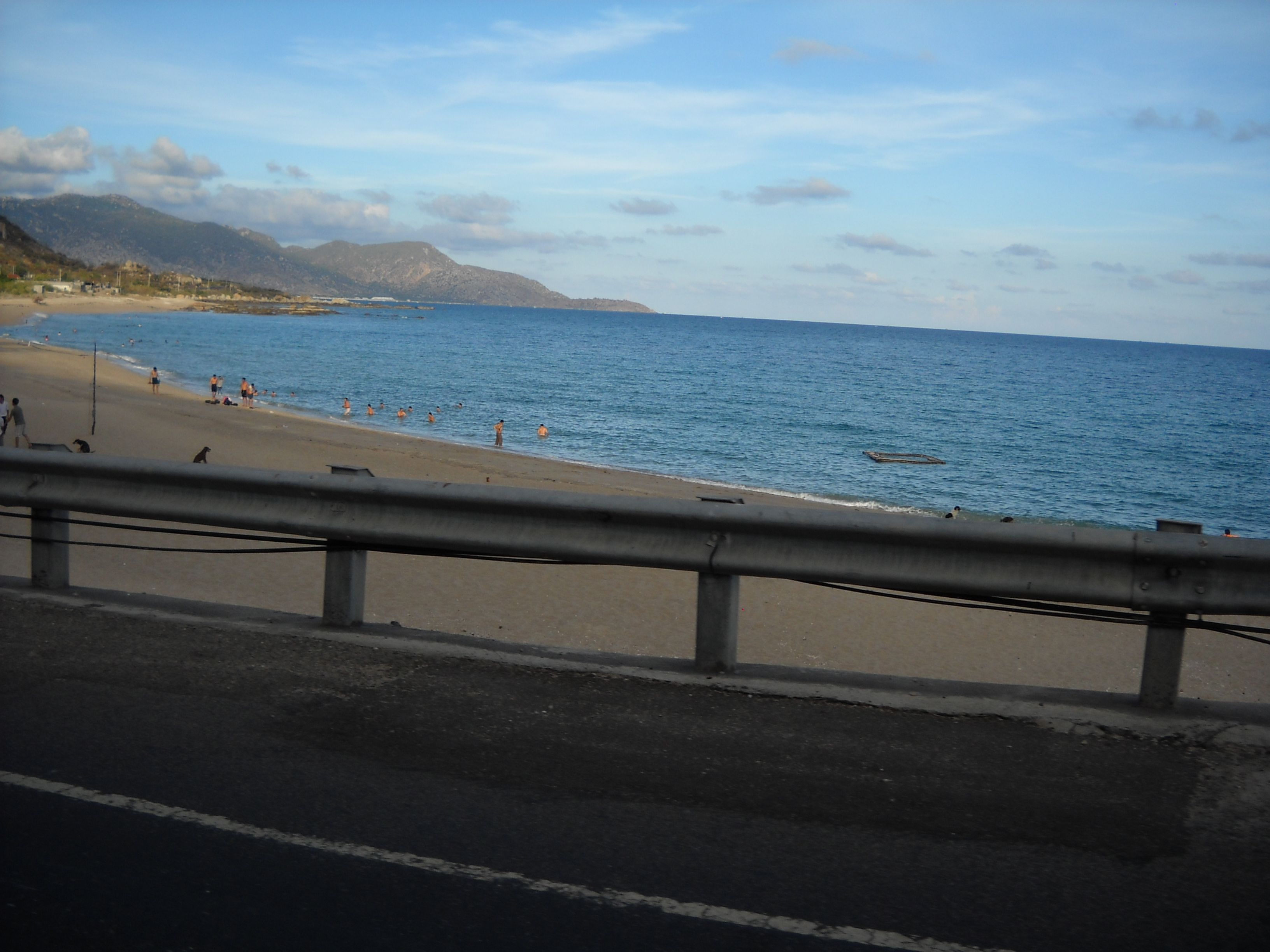
bãi biển Cà Ná bên quốc lộ 1

Bãi biển Cà Ná là một bãi biển nằm ở tỉnh Ninh Thuận, Nam Trung Bộ Việt Nam. Bãi biển này nằm bên Quốc lộ 1 và đường sắt Thống Nhất, có cự ly cách trung tâm thành phố Phan Rang-Tháp Chàm, tỉnh lỵ tỉnh Ninh Thuận 30 km về phía nam. 
Đây là một trong các bãi biển đẹp của Việt Nam, là khu vực du lịch biển của tỉnh Ninh Thuận.
Nước biển ở khu vực này trong xanh, bãi cát trắng nằm cạnh các khu vực núi đá vươn ra biển. Gần bờ biển này có hòn Lao, là nơi sinh sống của nhiều loài chim biển.
Dịch vụ du lịch ở đây gồm các khách sạn, nhà hàng với các món hải sản. 